# 皮孫木
皮孫木（学名：Ceodes umbellifera），又稱黏鳥樹、水冬瓜，在夏威夷被稱作Pāpala kēpau，为紫茉莉科胶果木属（舊時被分類為腺果藤屬）下的一个种。分布在熱帶的印度洋-太平洋海域，原產於安達曼群島、印尼、馬來西亞、菲律賓、泰國、中國、台灣、夏威夷、馬達加斯加與澳洲新南威爾斯州與昆士蘭州。一個雜色的變種廣泛的在無霜的氣候區被種植，是可涵養水源的觀賞樹種。

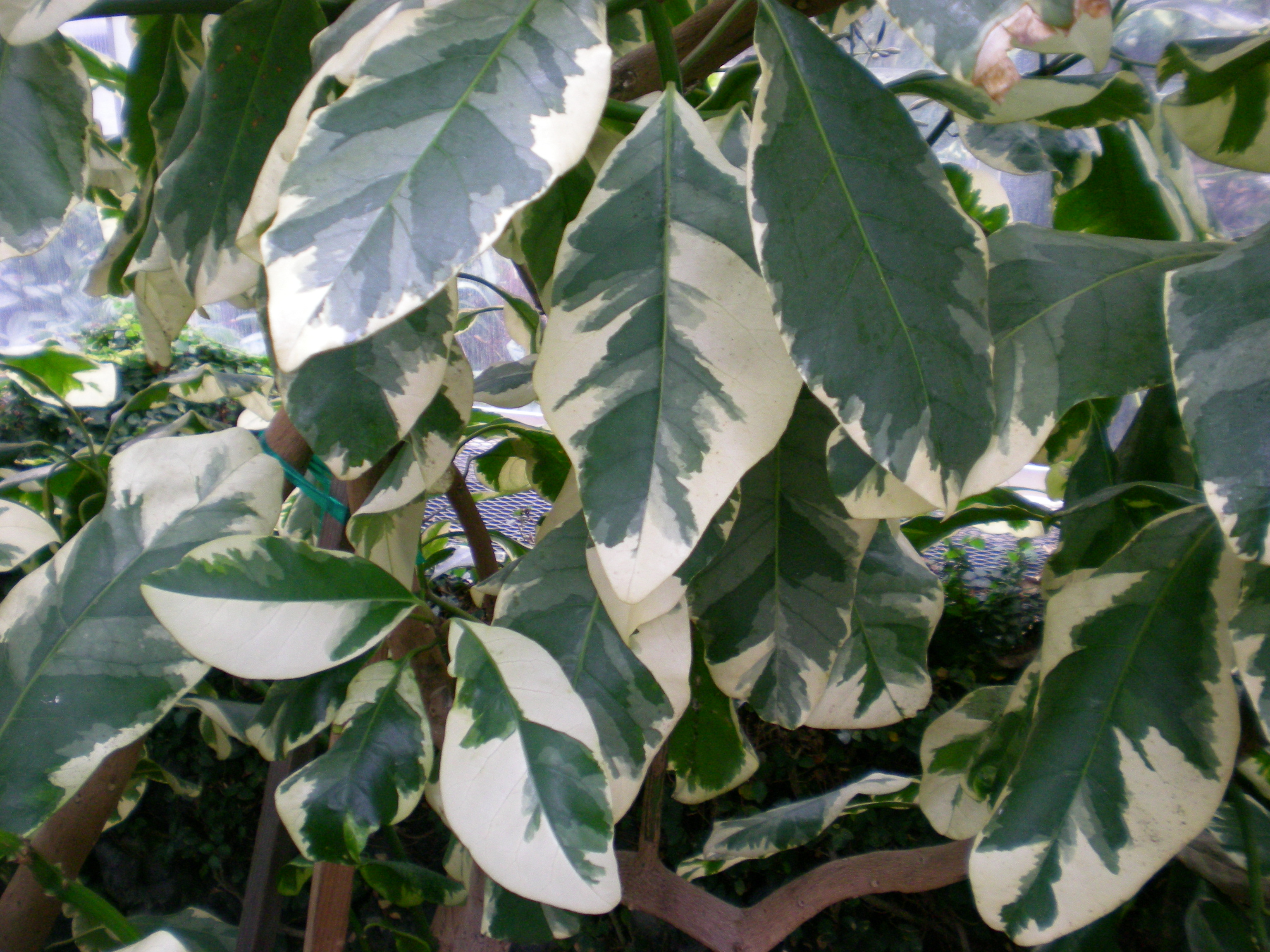
P. umbellifera 'Variegata'

## 命名
皮孫木的屬名Pisonia來源自荷蘭藥學家與植物學家威廉·披索（William Piso）。種小名umbellifera則是描述其巨大的葉片狀似降落傘，該字來自umbrella，有降落傘之意，其字源umbel指的是遮蔽的。
夏威夷人除了將皮孫木稱為Pāpala kēpau外，也以Pāpala稱呼穗苋树属（Charpentiera）的原生種植物。kēpau在夏威夷語是指焦油、樹脂、白蠟、黏膠等黏著液體。

## 形態

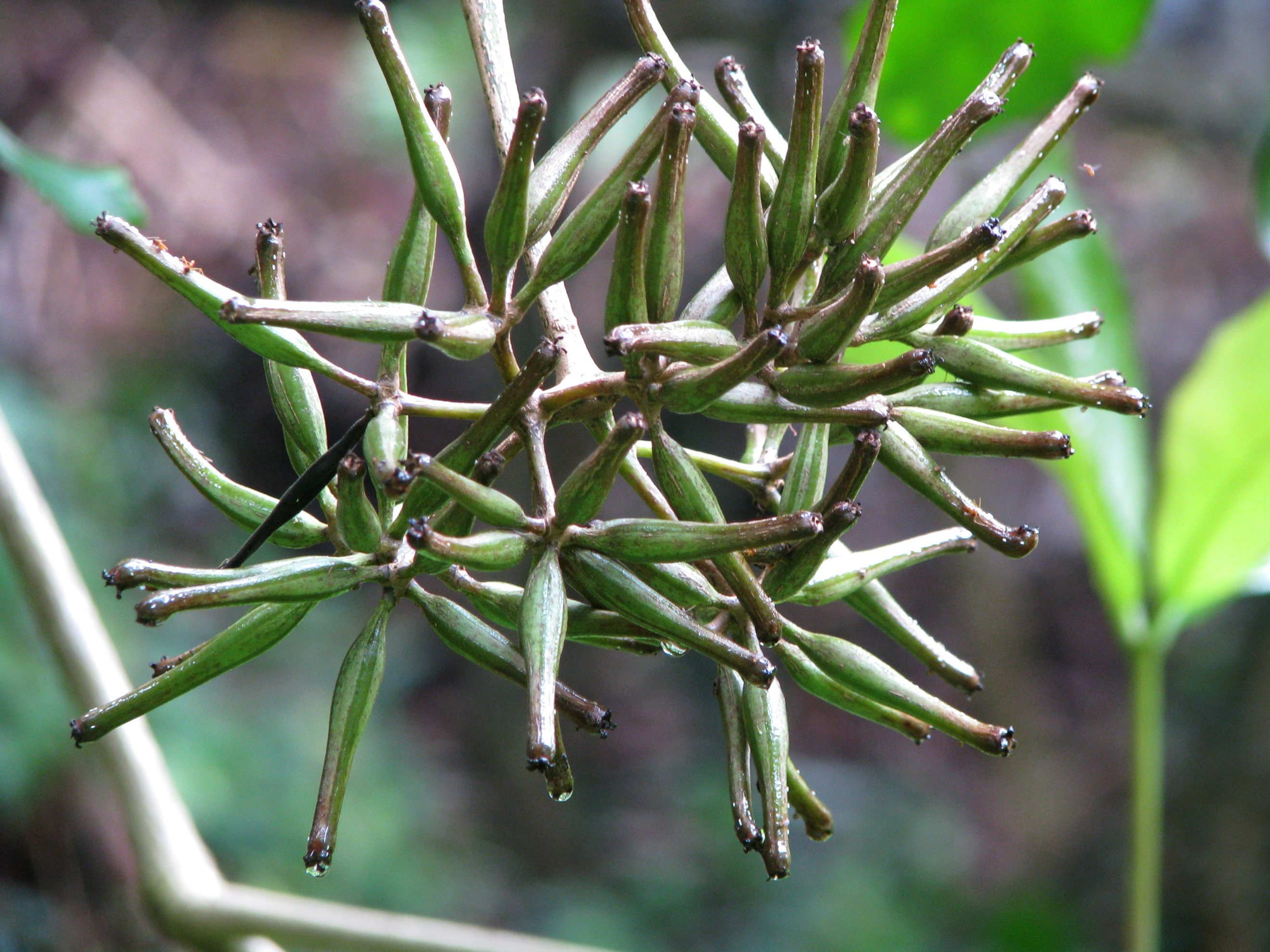
皮孫木的果實，溝間可分泌黏液

皮孫木可高達18米，其莖光滑無毛，木材材質鬆軟易腐，其葉為接近輪生的對生，花多且小，呈白色至粉綠色。皮孫木的果實呈紡錘形，有中肋五條溝間可分泌黏液，可黏住鳥類、蜥蜴與昆蟲，這些小動物若無法掙脫即會緩慢的死亡，其果實也常沾黏在農場動物、寵物與人的衣服上。

## 應用
早期的夏威夷人會使用煮過的葉以治療一種兒童肢體無力的疾病與便秘。黏膠則可用來修補碗或捕捉鳥類以取得其羽毛作為披風或帽子的裝飾，有些鳥（如已滅絕的夏威夷監督吸蜜鳥）被季節性的拔毛並再度釋放，但有些鳥（如全身紅毛的白臀蜜鳥）則被拔毛後無法存活，牠們隨後會被煮食。

## 扩展阅读
- 維基物種上的相關：皮孫木